# Whatipu

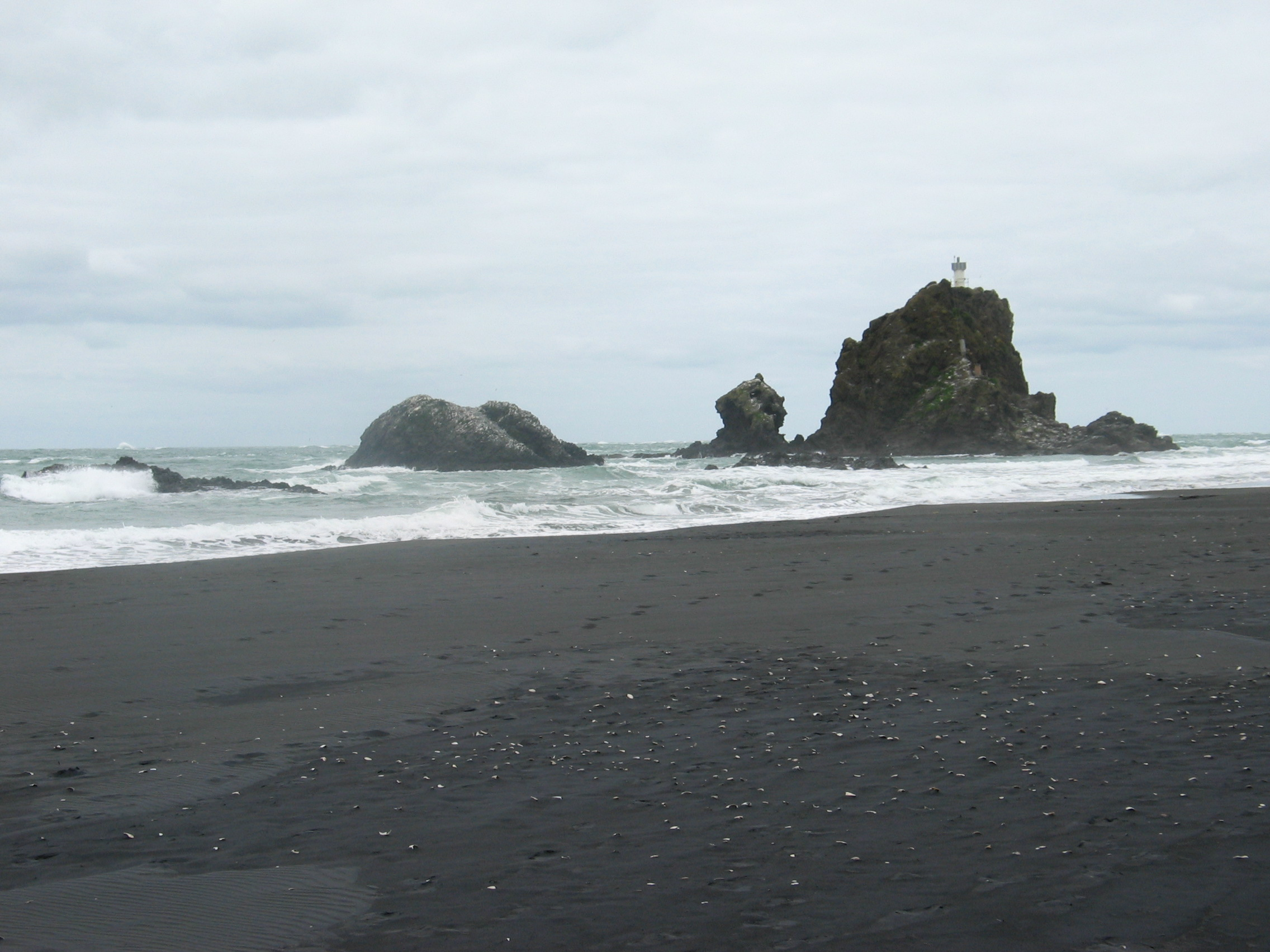
Der Strand Whatipu

Whatipu ist ein zumeist menschenleerer Strand an der Küste im Westen Aucklands, Neuseeland.
Die Straße zum Strand ist unbefestigt und der Weg zum Strand ist vom Ende der Straße her schlecht ausgeschildert. Whatipu hat keine Rettungsschwimmer, und wie an allen Stränden im Westen von Auckland sind Schwimmer durch Strömungen gefährdet.
Etwa 20 Minuten vom Parkplatz entfernt liegen schöne Höhlen, welche jedoch nicht über den Strand erreicht werden können.
Vor der Besiedelung Neuseelands durch Europäer wurden die Höhlen von Reisenden als Unterschlupf genutzt. Anfang des 20. Jahrhunderts wurde die größte der Höhlen als Tanzsaal genutzt, jedoch wurde seitdem Sand hineingespült und die Höhle dadurch nun 5 m hoch mit Sand gefüllt.
Im Süden von Whatipu liegt der Hafen von Manukau, im Norden Karekare.
1863 lief die HMS Orpheus auf Grund, kurz nachdem sie den Eingang zum Manukau Harbour passierte. Dabei starben 189 Menschen.
1867 wurde ein Sägewerk gebaut, um den Kaurihandel zu fördern. Es gab ab 1870 einen Vorläufer der Piha Tramway, der zu einem zweiten Sägewerk 3 km nördlich führte. Die Waldbahn wurde dann bis Piha und Anawhata verlängert. 1886 wurden die Werke geschlossen, als der Handel mit Kauriholz aufgrund fehlenden Holzes stoppte. Seit den 40ern des 20. Jahrhunderts wurde der Strand kontinuierlich durch die ständigen Bewegungen des Sandes verändert. Seitdem wurden über 4 km² Land durch an den Strand angespülten Sand gewonnen.